# Guerra dei cent'anni (1337-1360)
La guerra edoardiana fu la prima fase, indicata come tale soprattutto dagli storici anglosassoni, della guerra dei cent'anni.
Durò dal 1337 al 1360, ovvero dallo scoppio delle ostilità fino al trattato di Brétigny.
Questo periodo, della durata di 23 anni, fu segnato dalle nette vittorie di Edoardo III d'Inghilterra, sovrano dal quale prende il nome la fase, e di suo figlio, Edoardo il Principe Nero, sui francesi nelle battaglie di Crécy e Poitiers. In quest'ultima, Giovanni II di Francia fu catturato, e negli anni seguenti la Francia arrivò sull'orlo dell'anarchia e della guerra civile. Come risultato, la Francia fu costretta a siglare un trattato di pace, grazie al quale la tregua resse per 9 anni, prima di sfociare di nuovo nel conflitto armato: la guerra carolina.

## I primi scontri
Principali battaglie della prima fase della guerra

Territori controllati da Francia e Inghilterra nel 1346
Principali battaglie della prima fase della guerra
--- Itinerario dell'esercito di Edoardo III nel 1346
--- Itinerario del principe Nero nel 1356

All'inizio del conflitto, mentre Edoardo, in quanto nipote di Filippo il Bello, poteva rivendicare la corona di Francia, il monarca francese, non potendo avanzare pretese sul trono inglese, aveva una sola motivazione: recuperare la Guienna, feudo inglese dal XII secolo. Egli, dunque, volle costringere Edoardo ad accettare la confisca del grande feudo e, di conseguenza, la fine di ogni tipo di rivendicazione sul regno.
I francesi, con il sostegno di mercenari genovesi, godevano di un'evidente superiorità navale. La loro flotta, quindi, saccheggiava regolarmente i porti nemici, imponendo il blocco ed impedendo il traffico del sale bretone e del vino aquitano: merci di cui l'Inghilterra era una grande importatrice. La sospensione del traffico della lana verso le Fiandre, poi, rischiava di mettere in ginocchio l'economia inglese. Ciò provocò tuttavia anche la sospensione delle attività tessili dei fiamminghi, i quali si ribellarono contro il conte Luigi I. Essi erano guidati da Jacob van Artevelde che prese il potere nella regione e si alleò con l'Inghilterra.
Sebbene la guerra fosse stata dichiarata nel 1337, essa non ebbe vero inizio che tempo dopo: Edoardo non aveva grandi disponibilità finanziarie e doveva trovare prestiti e far approvare l'imposizione di nuove tasse dal parlamento per racimolare i fondi necessari alle attività belliche. Proprio nelle Fiandre Edoardo trovò alleati e finanziamenti, e ne fece, anche per ragioni logistiche, la propria base di partenza: giunto nei Paesi Bassi con la famiglia e la corte già alla fine del 1337, trascorse in attesa l'anno successivo, riuscendo solo nel settembre 1339 a riunire un esercito. Con il contingente inglese (circa 4000 uomini), affiancato da milizie mercenarie svizzere e tedesche e dalle truppe del duca di Brabante e dell'Elettore di Brandeburgo il totale degli uomini a sua disposizione era di meno di 20000; avanzando lentamente in Piccardia devastando ogni cosa, Edoardo pose infine l'assedio a Cambrai.
Filippo VI mosse da San Quintino con 35000 uomini, ma non volle attaccare battaglia, probabilmente consigliato ad una tattica attendista dalle notizie circa le difficoltà economiche di Edoardo. Il sovrano inglese infatti dovette ritornare a Gand dopo circa un mese di campagna, per poi precipitarsi in Inghilterra (la famiglia rimasta ostaggio dei creditori) in cerca di nuovi finanziamenti.

## La battaglia di Sluis

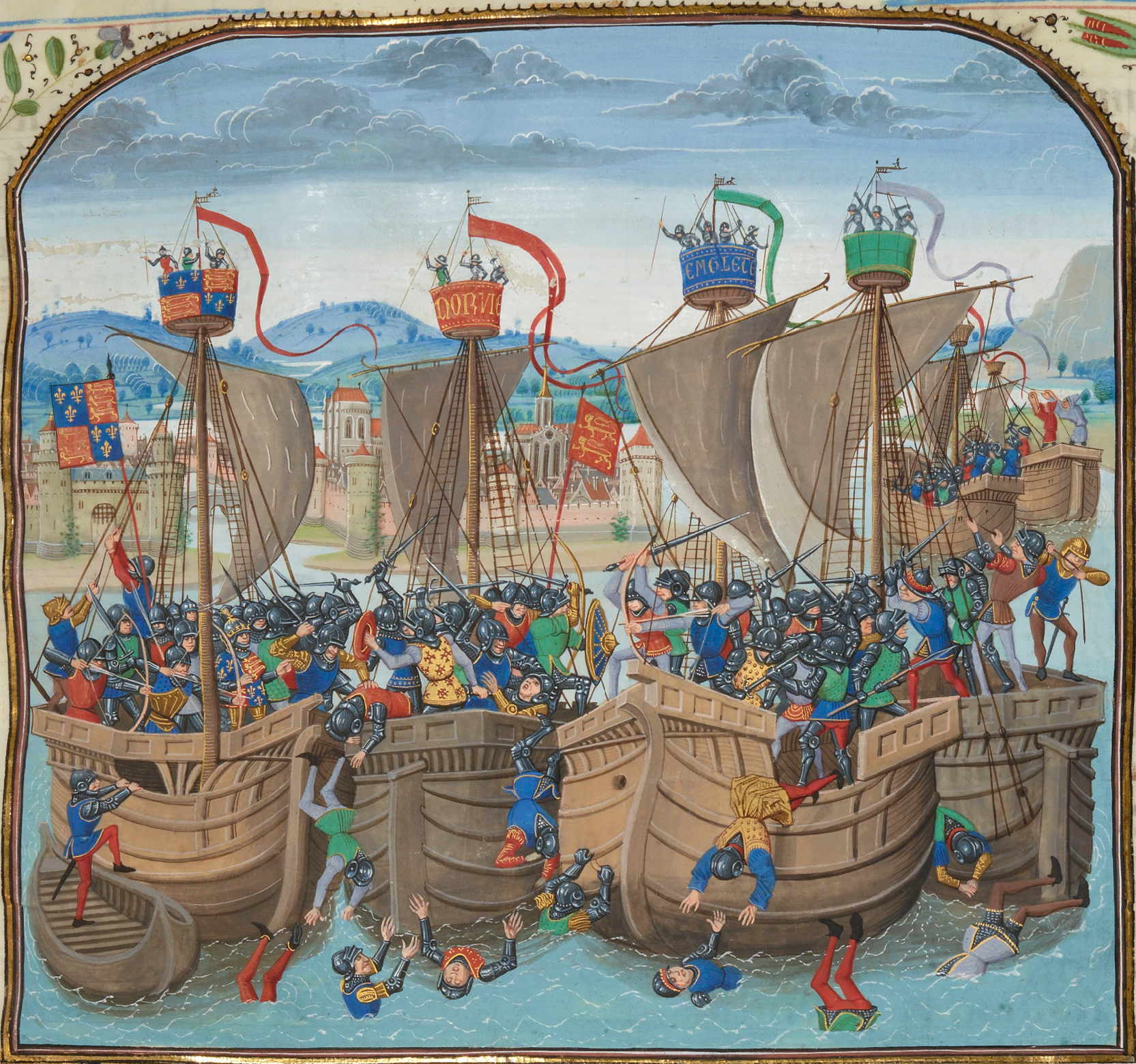
Raffigurazione della battaglia di Sluis, da un manoscritto delle Chroniques di Froissart

Essendo ripreso il commercio con l'Inghilterra, i francesi inviarono la propria flotta a Sluis, all'imbocco del canale che collega Bruges al mare del Nord, per imporre il blocco navale. Il 24 giugno 1340, tuttavia, la flotta subì una vera e propria disfatta e venne annientata. Questa sconfitta capovolse il rapporto di forze sul mare e mise fine al progetto di inviare truppe francesi in aiuto degli scozzesi. La tregua di Esplechin, stipulata nel settembre successivo, sospese le ostilità per un anno; anche in virtù di ciò il commercio della lana poté riprendere riportando prosperità alle economie inglese e fiamminga, facendo tuttavia perdere consenso ad Artevelde. Papa Clemente VI, inoltre, lanciò una scomunica contro le Fiandre ed il conte Luigi ne approfittò per cercare di riprendere il potere. Sebbene Artevelde avesse cercato di affidare la contea ad Edoardo di Woodstock, il futuro Principe Nero, la Francia, dopo l'assassinio del ribelle fiammingo avvenuto a Gand nel 1345, riprese possesso delle Fiandre.
Forte del predominio marittimo, un esercito di Edoardo III sbarcò a Brest nel 1343. Il suo alleato Giovanni di Montfort, tuttavia, era stato catturato a Nantes (e morì in seguito nel 1345). Essendo Carlo di Blois rimasto l'unico pretendente al trono di Bretagna, gli inglesi siglarono una tregua con lui che riconosceva loro il possesso della città di Brest (mantenuta fino al 1397).
Temendo un'invasione inglese, Filippo VI convinse gli scozzesi ad attaccare l'Inghilterra da nord, contando anche sul fatto che il grosso delle truppe nemiche era concentrato a sud. Nel 1346 Davide II di Scozia sferrò l'attacco, ma fu sconfitto e catturato nella battaglia di Neville's Cross. Edoardo III, ormai, poteva sbarcare senza problemi in Francia.

## La battaglia di Crécy

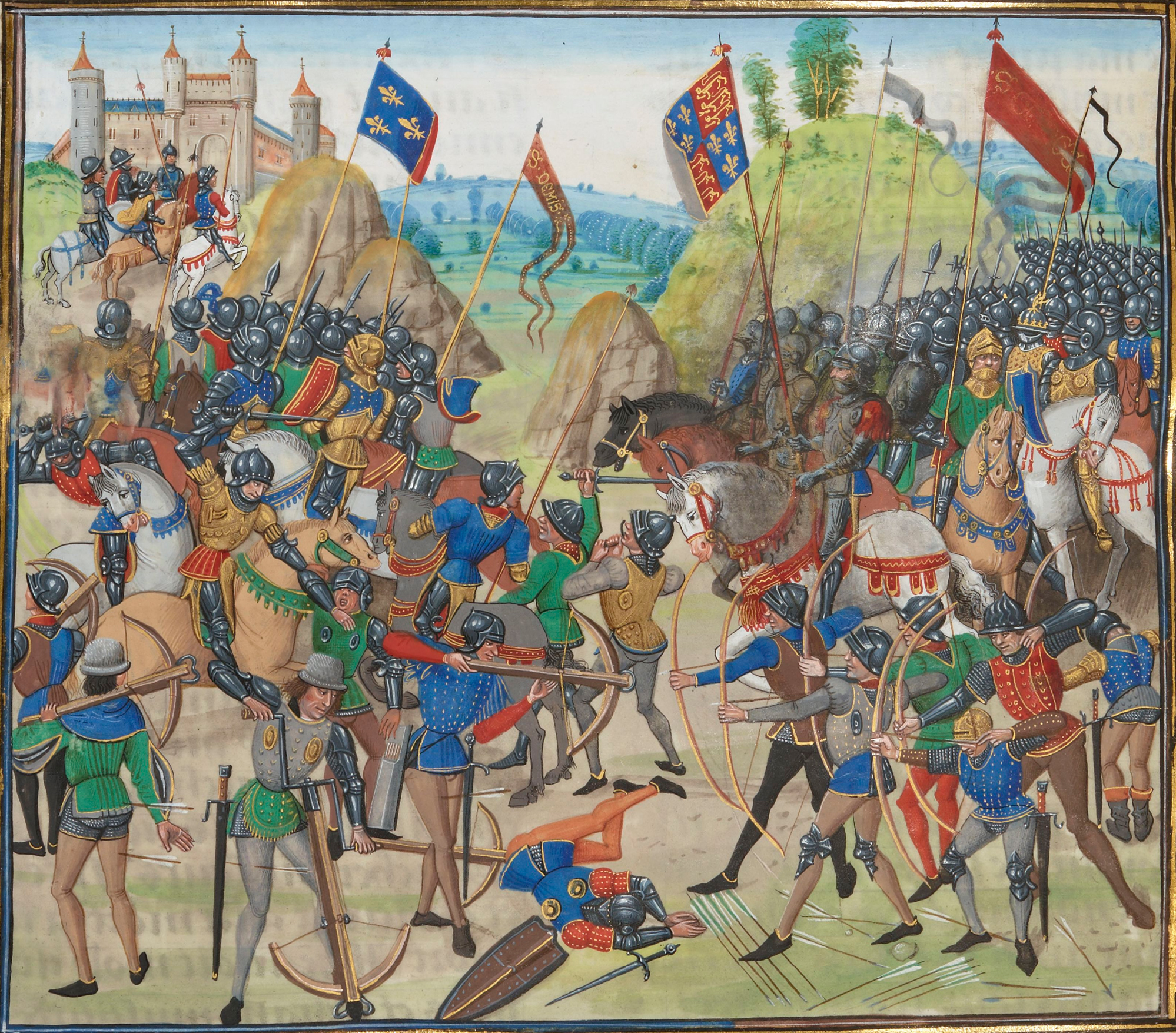
Battaglia di Crécy

Nel 1346 l'esercito inglese sbarcò in Francia ed avanzò verso Parigi ma, trovatosi di fronte le più numerose truppe francesi, fu costretto a ritirarsi verso la Manica. Presso l'altura di Crécy, il 26 agosto, però, le due armate si trovarono a fronteggiarsi. Per la propria superiorità numerica, i francesi erano convinti di potersi imporre facilmente in battaglia. A causa della esiguità delle proprie rendite fondiarie, la nobiltà francese contava di arricchirsi con i riscatti conseguibili con la cattura dei nemici. Ogni francese si propose perciò di attaccare il più velocemente possibile il nemico, per fare la parte del leone, ignorando del tutto, in quel modo, gli ordini di Filippo VI. Ma i cavalieri, intralciati nell'avanzata dai propri fanti e dai balestrieri genovesi messi in fuga dal tiro degli esperti arcieri inglesi, abilmente schierati su un'altura e dotati dell'efficiente arco lungo (longbow), furono ben presto disarcionati e trucidati.
Fu un disastro per la Francia, nel quale il re dimostrò tutta la propria inettitudine. Edoardo III, dal canto suo, sfruttò l'impotenza nemica per conquistare Calais, nonostante il tardivo intervento di Filippo. La città divenne, fino al 1559, il punto di partenza delle operazioni militari inglesi sul continente. Vedendosi sconfitto, il sovrano francese negoziò una tregua con i nemici riconoscendo loro la piena sovranità sul porto.
La peste nera del 1348 obbligò i belligeranti a cessare di combattere fino al 1355, tuttavia essa fu accolta anche come una punizione divina. Filippo VI doveva la propria corona all'elezione dei Pari che avevano scartato Edoardo III e Filippo III di Navarra. Vinto da un esercito nettamente inferiore di numero a Crécy, egli si trovò a fronteggiare chi metteva in dubbio la legittimazione divina del suo potere.
Il prestigio e l'autorità dei Valois erano dunque profondamente intaccati. I disordini, così, dilagarono nel reame senza che il nuovo monarca, Giovanni II il Buono, potesse ribaltare le sorti. L'economia andava male e, per evitare di ricorrere ad imposte sempre più impopolari, lo Stato ricorse all'arma della svalutazione della moneta; il commercio, dunque, languiva e gli artigiani richiedevano maggiore autonomia per le città e una valuta stabile. I mercenari smobilitati, dal canto loro, si raggruppavano in bande che terrorizzavano e saccheggiavano le campagne. Il disordine era sovrano e la nobiltà feudale sembrava incapace di garantire una minima sicurezza alla popolazione.

## Giovanni II il Buono

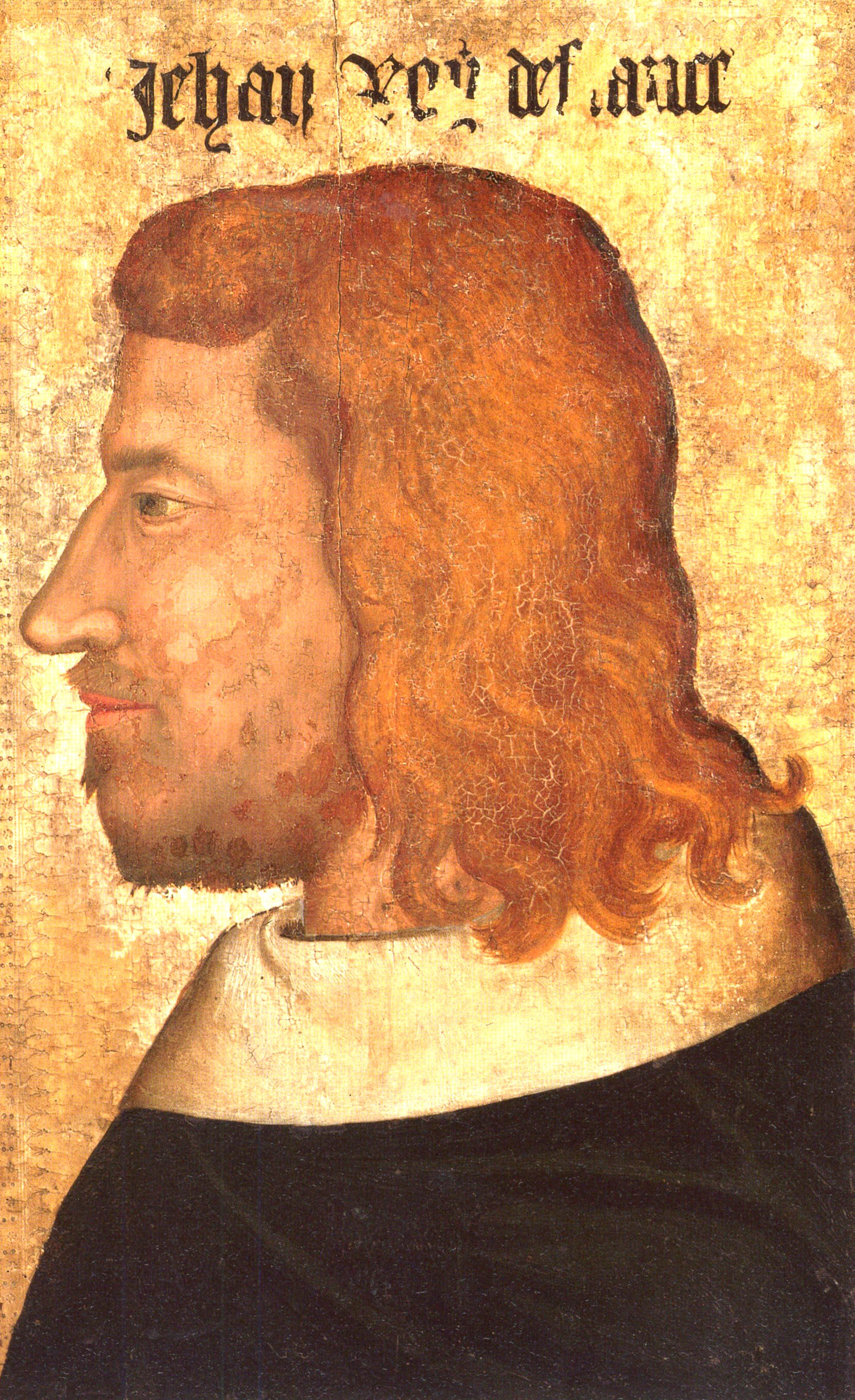
Giovanni II di Francia

Il re di Navarra Carlo il Malvagio era il nipote di Luigi X. Sua madre Giovanna era stata privata dei diritti di successione nel 1328, ma egli si considerava il legittimo erede al trono e passò la propria vita a cercare di coronare questa sua volontà. Stipulò un'alleanza con il Principe Nero e fece assassinare il favorito del re Carlo de La Cerda. Giovanni il Buono, che non aveva intenzione di rompere la tregua con gli inglesi, fu obbligato ad accettare il trattato di Mantes (22 febbraio 1354), in virtù del quale il sovrano navarrese poté ingrandire i propri domini normanni di numerosi feudi: Beaumont-le-Roger, Breteuil, Conches, Pont-Audemer, Orbec, Valognes, Coutances e Carentan. In compenso, abbandonò ogni pretesa sulla Champagne.
Rassicuratosi dell'efficacia di questa strategia e desideroso del titolo di Re di Francia, non esitò a concludere un accordo con Giovanni Plantageneto, I duca di Lancaster, il terzo figlio di Edoardo III, per il quale la Francia (di cui avrebbe ottenuto la corona) sarebbe stata spartita. Ma fu vana l'attesa dello sbarco promesso da Edoardo III.
Davanti alla minaccia inglese, Giovanni il Buono dovette convocare gli Stati Generali, il 28 dicembre 1355, per reclutare l'esercito di trentamila uomini necessario. Essi, tuttavia, erano estremamente diffidenti circa la gestione delle finanze pubbliche (colpite dalla svalutazione avviata) e non accettarono l'imposizione di una tassa sul sale (la gabella), a meno che non fosse loro affidato il controllo sulla riscossione e l'utilizzo dei fondi. Gli ufficiali che avrebbero prelevato il balzello, inoltre, sarebbero dovuti essere designati dagli Stati Generali stessi e dieci deputati avrebbero dovuto far parte del Consiglio del Re per controllare meglio la spesa.
La regione ribelle della Normandia rifiutò di pagare ed il delfino Carlo, recentemente investito duca, riunì il parlamento (detto gli Stati) locale. Carlo il Malvagio vide in questa imposizione impopolare l'occasione per destabilizzare una corona vacillante, unendo i malcontenti. Presente in quanto proprietario dei suoi possedimenti normanni (era conte di Évreux), tentò allora di avvicinarsi al cognato, cercando di convincerlo che Giovanni il Buono volesse diseredarlo (Carlo era gracile e, secondo alcune fonti, avrebbe presentato una malformazione alla mano destra che lo rendeva ben poco valido in battaglia e dunque ben lontano dal rappresentare l'ideale cavalleresco caro al padre).
Dunque, il 5 aprile 1356, il delfino convocò nel suo castello di Rouen tutti gli alti signori della Normandia. Fu allora che Giovanni II, avvertito del complotto ordito dal signore di Navarra con gli inglesi, scatenò la propria collera che covava dall'epoca dell'assassinio di Carlo de La Cerda e fece incarcerare Carlo il Malvagio e decapitare il suo seguito.
Durante la propria prigionia, Carlo guadagnava consensi, mentre i suoi partigiani richiedevano la sua liberazione. Molti nobili normanni si spinsero a rinnegare l'omaggio prestato al re francese per dichiararsi vassalli di quello d'Inghilterra. Per loro, Giovanni il Buono avrebbe prevaricato i loro diritti arrestando un signore con cui aveva siglato la pace. Il gesto, inoltre, era stato percepito dagli alleati di Carlo come la prova che il re fosse conscio dell'illegittimità della propria posizione e che avesse cercato di eliminare con metodi spicci un avversario la cui sola colpa sarebbe stata la difesa delle proprie prerogative alla corona. Tutti questi nobili normanni passarono in blocco dalla parte di Edoardo III che, a giugno, mise fine alla tregua invadendo le terre francesi.

## La battaglia di Poitiers

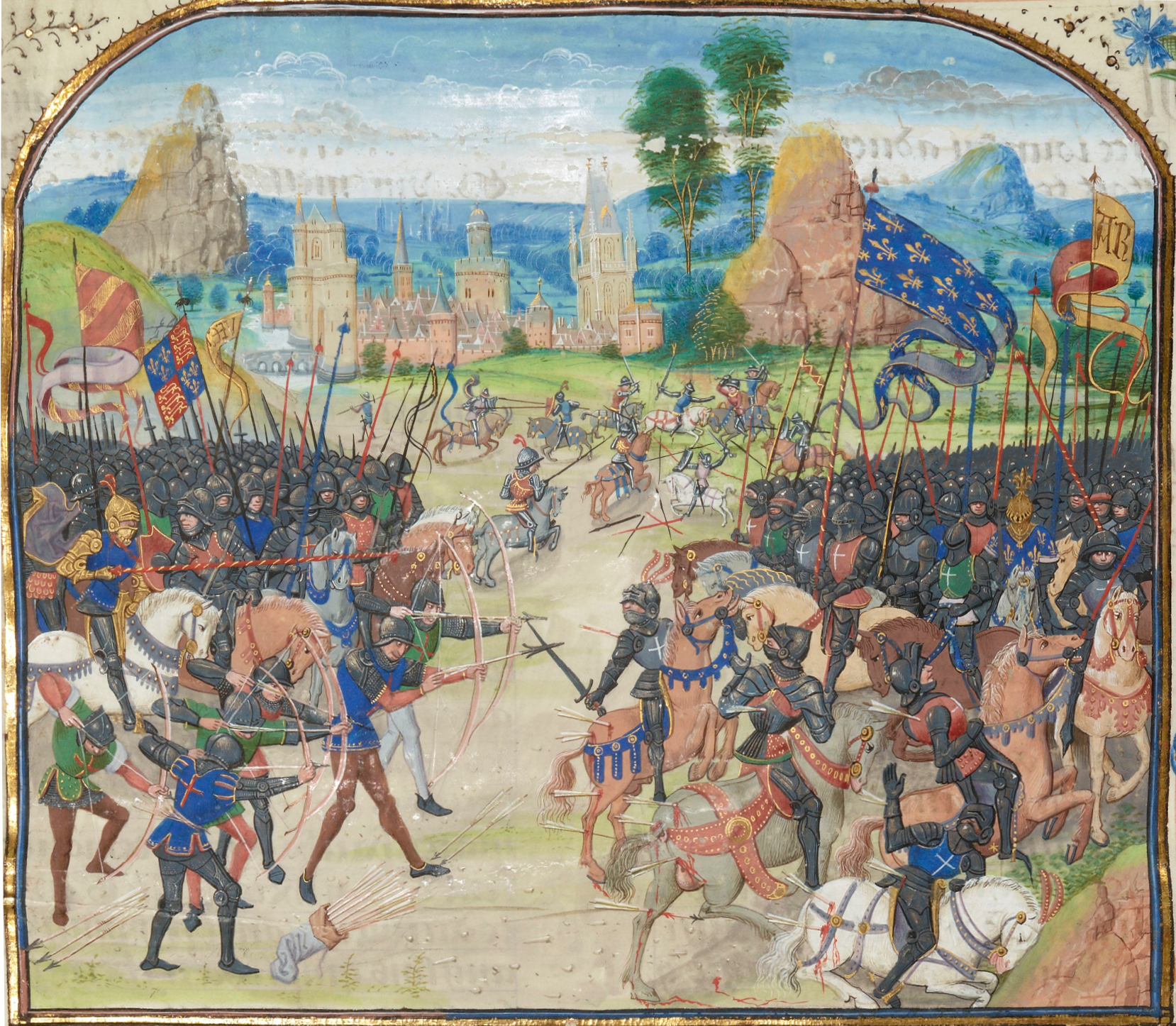
Battaglia di Poitiers

Dopo aver soffocato nel sangue una rivolta avvenuta nella propria contea di Chester, Edoardo di Woodstock, figlio primogenito di Edoardo III, si vide accordare totale fiducia da suo padre che lo nominò Luogotenente di Guascogna: così cominciò la prima cavalcata del famoso capitano inglese. Nel 1355, il Principe Nero, partito da Bordeaux, intraprese la campagna francese attraverso le contee di Julliac, Armagnac e Astarac. Le sue truppe commisero numerose atrocità nella regione di Carcassonne. L'estate dell'anno seguente, il principe tornò sul suolo francese per una nuova campagna di saccheggio; fallì davanti alla resistenza di Bourges, ma prese Vierzon di cui massacrò la guarnigione. Carico del peso del bottino, l'armata ripiegò allora verso ovest, in direzione di Bordeaux, passando per Poitiers.
Giovanni II lo inseguì con un esercito due volte più numeroso, composto prevalentemente di cavalleria pesante, e lo raggiunse nei dintorni di Poitiers. La battaglia di Poitiers ebbe luogo il 19 settembre 1356. Giovanni II era ad un passo dalla vittoria, ma, in seguito alla fuga delle truppe del Duca di Orléans, il suo esercito si sbandò ed egli fu fatto prigioniero con uno dei suoi figli, Filippo. Fu un nuovo disastro.
Edoardo III aveva tutte le carte in regola per strappare imponenti concessioni territoriali ed economiche. Nel gennaio 1358, il nuovamente libero Carlo il Malvagio fu vicino a prendere il potere (era considerato da molti più adatto a combattere il nemico e più legittimato del gracile delfino) e Giovanni il Buono dovette riprendere in mano la situazione negoziando il proprio rilascio: accettò il primo trattato di Londra che prevedeva che l'Inghilterra riottenesse gli antichi domini aquitani e che ricevesse un tributo di quattro milioni di scudi senza nessuna rinuncia formale al trono di Francia. In questa occasione, fu coniata la prima moneta chiamata franco, parola da intendersi nel significato di libero. Sebbene i riscatti pagati fossero ingenti, essi, per un motivo o per l'altro, non furono mai versati per intero.

## I Valois contestati
Dopo la battaglia di Poitiers, i mercenari smobilitati si raggrupparono progressivamente in bande (dette Grandi Compagnie) che saccheggiavano le campagne, acuendo il malcontento popolare. Le disfatte militari avevano gettato nel discredito la nobiltà che non era riuscita a dimostrare la derivazione divina del proprio potere sul campo di battaglia. Mentre il Re era ancora prigioniero, il Delfino Carlo riunì gli Stati Generali. Étienne Marcel, rappresentante dei mercanti parigini, vi intravide la possibilità di ottenere un regime parlamentare e, alleatosi col partito navarrese, raggruppato attorno al vescovo di Laon Robert Le Coq, impose la creazione di un comitato di ottanta membri nell'assemblea che appoggiasse le loro rivendicazioni (7 novembre).

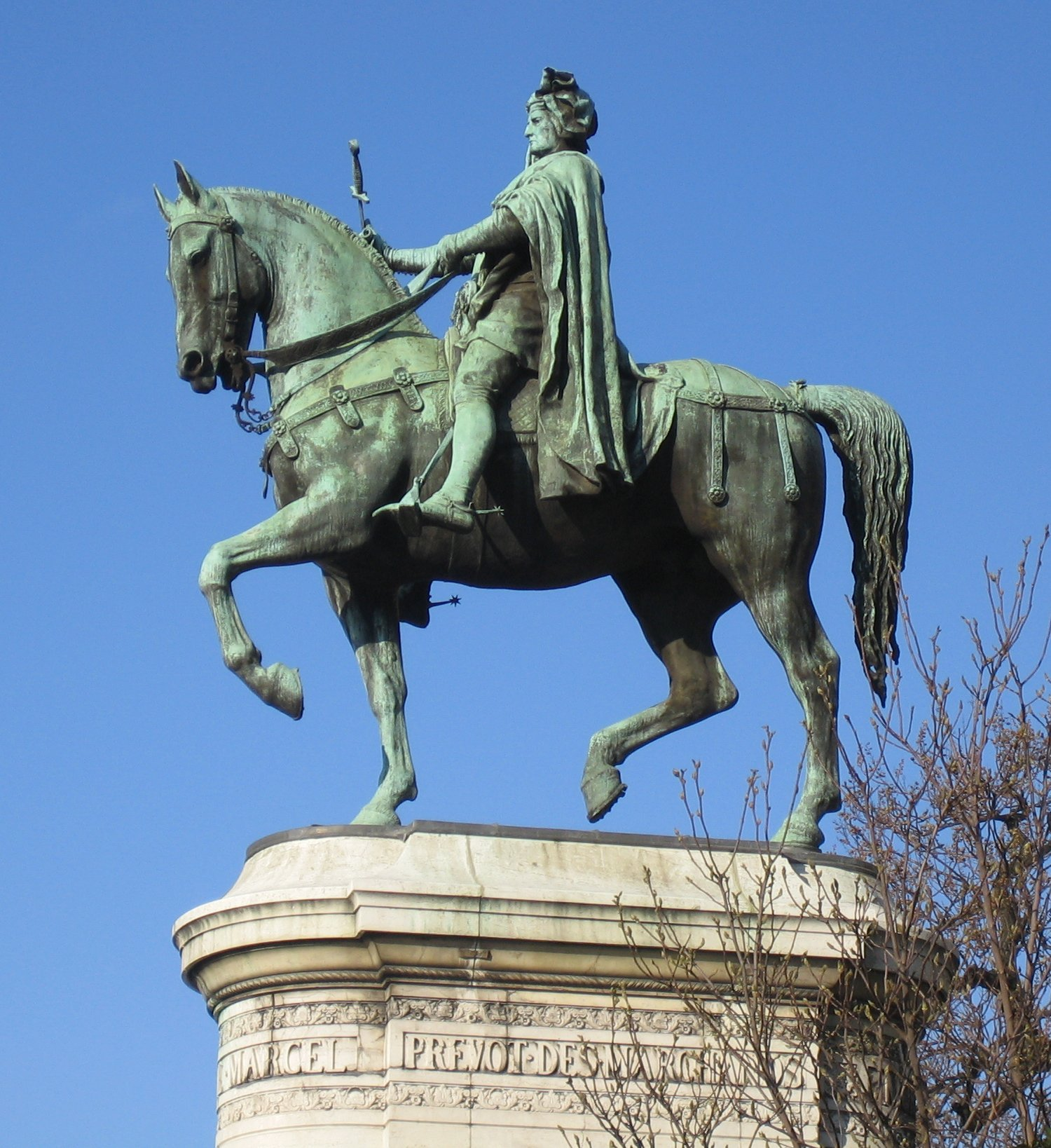
Étienne Marcel

Gli Stati Generali dichiararono il Delfino luogotenente del sovrano e difensore del regno durante l'assenza del padre e gli affiancarono un Consiglio di dodici rappresentanti per ogni ordine. Assai presto, però, esso venne a trovarsi in profondo disaccordo con Carlo perché rifiutava di far processare i vecchi consiglieri del padre, accusati per aver enormemente svalutato la moneta a più riprese per far cassa e perché non procedeva alla liberazione di Carlo il Malvagio che era fortemente appoggiato. Rendendosi conto di non poter opporsi alle rivendicazioni di Marcel e di Le Coq per l'instaurazione di una monarchia parlamentare, il Delfino decise di guadagnare tempo e non dette risposte (prendendo a pretesto l'attesa dei messaggeri di proprio padre), per poi sciogliere gli Stati Generali e fuggire da Parigi, delegando al fratello duca d'Angiò la cura delle faccende ordinarie.
Il 10 dicembre il delfino pubblicò un'ordinanza dando corso ad una nuova moneta. Ciò provocò una protesta della popolazione che vi vedeva il rischio di una nuova svalutazione e, di conseguenza, di una nuova impennata dell'inflazione. Étienne Marcel fece pressione sul duca d'Angiò perché l'ordinanza fosse ritirata e gli Stati Generali riconvocati e quest'ultima cosa avvenne nel febbraio 1357. Carlo, inoltre, dovette accettare l'attribuzione del controllo sull'erario all'assemblea, l'epurazione della precedente amministrazione (in particolar modo degli esattori) ed infine la sostituzione del Consiglio del Re con uno di tutela del delfino, dove sarebbero stati presenti dodici deputati per ordine. Tali provvedimenti prendevano il nome di Grande Ordinanza.
Il 9 novembre 1357 Carlo il Malvagio fu liberato dalla prigione da Giovanni di Piquigny e non fu perseguito a causa del sostegno garantitogli da Étienne Marcel e Le Coq. Rientrò a Parigi il 29 novembre e fu accolto da una platea di diecimila persone (cifra considerevole per l'epoca) raccolte dai suoi sostenitori. Davanti a tale dimostrazione di forza, il Delfino non poté fare a meno di riconciliarsi con il navarrese e restituirgli i possedimenti normanni. Quello, però, sollevò pretese su nuovi feudi (tra i quali la Champagne). Temendo che Carlo il Malvagio potesse impossessarsi del potere, Giovanni il Buono dovette riprendere le redini della situazione e negoziò la propria liberazione. Così il sovrano proibì l'applicazione della Grande Ordinanza, che generava attriti tra Marcel e il Delfino.
Il 13 gennaio 1358, gli Stati Generali furono nuovamente convocati dal Consiglio di Tutela, ormai controllato dai sostenitori di Marcel. Davanti all'opposizione del Delfino, egli decise di imporre la riforma con la forza e cercò l'appoggio dei borghesi parigini. Marcel creò una milizia spacciandola come mezzo per contrastare futuri attacchi inglesi, allora ripiegati a Bordeaux, e rinforzò le fortificazioni della città. Il 22 febbraio, scortato da numerosi armati ed alla testa di una folla inferocita, invase il palazzo reale dove risiedeva il delfino. I marescialli di Champagne e di Normandia, Giovanni di Conflans e Roberto di Clermont, furono uccisi mentre cercavano di sbarrare la strada ai rivoltosi e l'erede al trono fu costretto a rinnovare l'ordinanza del 1357 ed a vestire il berretto rosso e blu, simbolo del comune di Parigi. Poi si scatenò la caccia all'uomo nel corso della quale l'avvocato generale Reanud d'Acy fu ucciso selvaggiamente. Divenuto sindaco di Parigi, Étienne Marcel si sforzò invano di guadagnare la regione alla propria causa e preparò l'ingresso in città di Carlo di Navarra.

## Battaglia di Meaux
Preferendo allontanarsi dai tumulti parigini, il Delfino volle lasciare la capitale e convocare gli Stati Generali a Compiègne, lontano dai disordini. Lì si rivelarono tutto il suo carisma e tutta la sua intelligenza: fece solennemente condannare Étienne Marcel dai deputati dei tre ordini, che erano animati da forte lealismo, e prese ufficialmente il titolo di reggente del regno. Diede l'ordine di isolare Parigi e di porla pressoché in stato d'assedio. Alla fine del maggio del 1358 si scatenò la Grande Jacquerie: dei contadini (principalmente piccoli proprietari terrieri), colpiti dall'aumento delle rendite signorili in un momento in cui il prezzo del grano era basso, si ribellarono contro la nobiltà. Questa si era precedentemente screditata a causa delle sconfitte di Crécy e Poitiers, poiché aveva dato l'impressione di non essere più in grado di svolgere il proprio compito, ovvero la difesa del popolo.
Questo movimento, descritto dai cronisti dell'epoca come estremamente violento (ma pare che tali resoconti siano esagerati), fu principalmente diretto contro i nobili che, se non furono trucidati, videro i propri castelli saccheggiati e bruciati. Il movimento non durò molto ed a metà giugno si scatenò la violenta reazione dei feudatari che paventavano un colpo mortale al proprio già vacillante potere: i contadini furono massacrati nel corso dell'assedio di Meaux, vicino a Mello, dagli armigeri di Carlo il Malvagio. Étienne Marcel, giocando la propria ultima carta, decise di far entrare il navarrese a Parigi, mentre l'esercito del Delfino era in marcia verso la capitale, ma i cittadini lealisti, colpiti dal massacro di Meaux, si ribellarono. Il 31 luglio 1358, Marcel fu assassinato e l'erede al trono riprese le redini del potere.
Contemporaneamente, gli inglesi continuavano a tenere prigioniero Giovanni II e vedevano nella guerra civile l'occasione per negoziare la sua liberazione con un maggior profitto: pretesero tutte le terre che erano loro appartenute, ovvero più di metà del regno. L'accoglimento di queste rivendicazioni avrebbe indebolito ancora di più il potere reale ed avrebbe potuto dare nuovo vigore alla guerra civile, offrendo ad Edoardo III la Francia (di cui rivendicava il trono essendo nipote di Filippo il Bello).

## Trattato di Brétigny
Territori controllati da Edoardo III
     Territori ceduti dalla Francia all'Inghilterra per il trattato di Brétigny
     Territori del duca di Bretagna, alleato degli inglesi

1365: La Francia dopo il trattato di Brétigny.
Territori controllati da Edoardo III
Territori ceduti dalla Francia all'Inghilterra per il trattato di Brétigny
Territori del duca di Bretagna, alleato degli inglesi

Il Delfino fece appello agli Stati Generali che rifiutarono di firmare questo trattato umiliante. Edoardo III, allora, decise di riprendere le armi e, sbarcato a Calais nel 1359, marciò in direzione di Reims, città dove i re francesi, da Clodoveo in poi, si facevano consacrare. Ma il Delfino lo prevenne adottando la strategia della terra bruciata, ordinando a tutti gli abitanti delle campagne di rifugiarsi con i propri beni nelle città protette da mura. Edoardo, così, attraversando le terre vuote, dovette accontentarsi delle proprie scorte (del tutto irrisorie, poiché gli eserciti medievali si rifornivano principalmente mediante il saccheggio). Giunto a Reims, trovò le porte chiuse e la sua richiesta di entrare respinta. L'esercito inglese, quindi, del tutto impreparato ad un assedio, fu costretto a ritirarsi.
Edoardo, poiché non riusciva ad ingaggiare battaglia con i francesi, mentre questi ultimi lo logoravano con continue imboscate, si diresse verso Parigi, dove, nonostante le ripetute provocazioni, non riuscì ad ottenere lo scontro. Il Delfino, forte dell'appoggio popolare, infatti, non volendo rivivere una disfatta come quella di Poitiers, aveva dato ordine ai cavalieri di non uscire dalla città.
Il sovrano inglese, allora, lasciò la città per imbarcarsi il più in fretta possibile, poiché aveva finito le scorte di cibo, gran parte dei suoi cavalli erano morti di fame ed aveva perso un numero consistente di soldati. In seguito, inoltre, nel marzo dell'anno successivo, i normanni compirono un raid contro le sue coste, mentre la sua flotta fu duramente colpita da una mareggiata. Ciò fu percepito come segno del Cielo ed espressione della volontà divina, tanto da rafforzare la legittimità dei Valois, molto indebolita dai precedenti rovesci militari. La cavalcata del 1359 si risolse in un clamoroso fiasco e le sue conseguenze psicologiche su Edoardo furono cruciali: comprese che, a causa della superiorità demografica del nemico e della forza della sua monarchia, difficilmente avrebbe mai potuto ottenere la corona francese.

La cattura di Giovanni il Buono, tuttavia, gli conferiva un notevole potere di contrattazione.
Fu stipulato, così, il trattato di Brétigny-Calais che pose fine a questa prima parte di conflitto. I punti dell'accordo erano principalmente due:
- Un riscatto di tre milioni di lire per la liberazione di Giovanni II (equivalente alla totalità degli introiti del re nel corso di due anni)
- Il Re d'Inghilterra ottenne la sovranità sulla Guienna, la Guascogna, Calais, il Ponthieu, la contea di Guines, il Poitou, il Périgord, il Limosino (Limoges), l'Angoumois, la Saintonge, l'Agenais, il Quercy, il Rouergue, la contea di Bigorre e la contea di Gaure.

Il trattato era mirato ad eliminare tutte le dispute che avevano portato al conflitto. Edoardo III rinunciò dunque ai ducati di Normandia e Turenna, alle contee del Maine e dell'Angiò ed alla sovranità sulla Bretagna e sulle Fiandre. Rinunciò soprattutto a rivendicare la corona di Francia.
La ripresa della guerra di successione bretone non fu molto favorevole ai francesi: Carlo di Blois e Bertrand du Guesclin furono sconfitti ad Auray dal futuro Giovanni IV di Bretagna e da Giovanni Chandos. Quella battaglia portò al trattato di Guérande che riconobbe Giovanni IV duca della penisola, mentre gli inglesi guadagnarono il controllo su Brest ed il suo territorio. Nel complesso, essi divennero padroni di un buon terzo del Regno di Francia, mentre il duca di Bretagna sposò una sorella e poi una nuora del Principe Nero.
Ma Carlo V era un buon tattico: la pace ottenuta permise di ridare al futuro Re (suo padre morì l'8 aprile 1364) la possibilità di riconquistare le terre perdute.